# Anne-Sophie Monrad
Anne-Sophie Monrad (* 24. Juli 1991 in Flensburg) ist deutsch-dänisches Model und Autorin.

## Karriere
Ihr Vater ist Däne, ihre Mutter ist Deutsche. Sie lebte bis zu ihrem 17. Lebensjahr in Flensburg, bevor sie ihre internationale Karriere als Model begann.
Monrad begann ihre Modelkarriere im Jahr 2009. In den folgenden Jahren arbeitete sie mit internationalen Marken und Designern zusammen. Sie lebte und arbeitete in New York und Paris, wo sie in Kampagnen und Modenschauen weltweit vertreten war. Monrad wurde in den Modezeitschriften Vogue, Elle und Marie-Claire abgebildet. Sie arbeitete mit den Fotografen Miles Aldridge, Ellen von Unwerth und Jürgen Teller zusammen und war in Werbekampagnen für Sephora, H&M, Vivienne Westwood und Chanel zu sehen.
Außerdem lief sie auf dem Laufsteg u. a. für die Designer Joop, Jean Paul Gaultier, Givenchy, Vivienne Westwood und Giorgio Armani.

## Wendepunkt
2018 entschied sich Monrad aufgrund gesundheitlicher Probleme, die durch die extremen körperlichen Anforderungen der Modeindustrie hervorgerufen wurden, ihre Karriere neu auszurichten. Sie beschloss, künftig nur noch für Kunden zu arbeiten, die ihre Haltung zu Körperakzeptanz und Selbstwert teilen und respektieren. Dieser Schritt führte zu ihrem Engagement für Körperpositivität und eine gesunde Herangehensweise an das Modeln. Zusammen mit Katrin Blum schrieb Anne-Sophie Monrad das Buch Fashion Victim – Licht und Schattenseiten der Modebranche. Für Roswitha Budeus-Budde in der Süddeutschen Zeitung war Fashion Victim eine Warnung an alle Mädchen, die noch an den Catwalk-Glamour glauben würden.
Sie schreibt seit 2018 Gastbeiträge in der Frankfurter Allgemeinen Zeitung.
2021 gab sie in einem Interview mit Deutschlandfunk Nova an, dass sie nur noch selten als Model tätig sei.

## Engagement
Monrad ist seit Dezember 2024 Botschafterin für die Deutsche Gesellschaft für Essstörungen e. V.

## Publikation
- Mit Katrin Blum: Fashion Victim – Licht und Schattenseiten der Modebranche. dtv, München 2020, ISBN 978-3-423-74063-0.[13]